# 徳島県道125号市場学停車場線
徳島県道125号市場学停車場線（とくしまけんどう125ごう いちばがくていしゃじょうせん）は、徳島県阿波市から吉野川市に至る一般県道である。

## 概要
阿波市市場町市場から吉野川市川島町学に至る。

### 路線データ
- 起点：阿波市市場町市場（香川県道・徳島県道2号津田川島線・徳島県道139号船戸切幡上板線交点）
- 終点：吉野川市川島町学（JR四国徳島線 学駅前）
- 総延長：4.506 km[1]

## 歴史
- 1920年（大正9年）4月16日 - 徳島県道市場学停車場線として認定
- 1972年（昭和47年）3月10日 - 現在の徳島県道125号市場学停車場線に

## 路線状況
旧道の部分は潜水橋（学島潜水橋）であったが、2004年（平成16年）の台風で損壊・流出した。

### 重複区間
- 徳島県道12号鳴門池田線（阿波市市場町香美 - 阿波市市場町香美）
- 国道192号（吉野川市川島町三ツ島・川島町三ツ島交差点 - 吉野川市川島町児島・川島町児島交差点）

### 道路施設

#### 橋梁
- 阿波麻植大橋（吉野川、阿波市 - 吉野川市）
- 大戸井橋（学島川、吉野川市）

## 地理

### 通過する自治体
- 徳島県
  - 阿波市 - 吉野川市

### 交差する道路
| 交差する道路                                                | 市町村名 | 交差する場所 | 交差する場所       |
| ----------------------------------------------------------- | -------- | ------------ | ------------------ |
| 香川県道・徳島県道2号津田川島線 徳島県道139号船戸切幡上板線 | 阿波市   | 市場町市場   | 起点               |
| 徳島県道12号鳴門池田線 重複区間起点                         | 阿波市   | 市場町香美   |                    |
| 徳島県道12号鳴門池田線 重複区間終点                         | 阿波市   | 市場町香美   |                    |
| 徳島県道138号香美吉野線                                     | 阿波市   | 市場町香美   |                    |
| 国道192号 重複区間起点                                      | 吉野川市 | 川島町三ツ島 | 川島町三ツ島交差点 |
| 国道192号 重複区間終点                                      | 吉野川市 | 川島町児島   | 川島町児島交差点   |
| 徳島県道244号山川川島線                                     | 吉野川市 | 川島町児島   |                    |

### 沿線
- 吉野川
- JR四国徳島線 学駅

## ギャラリー

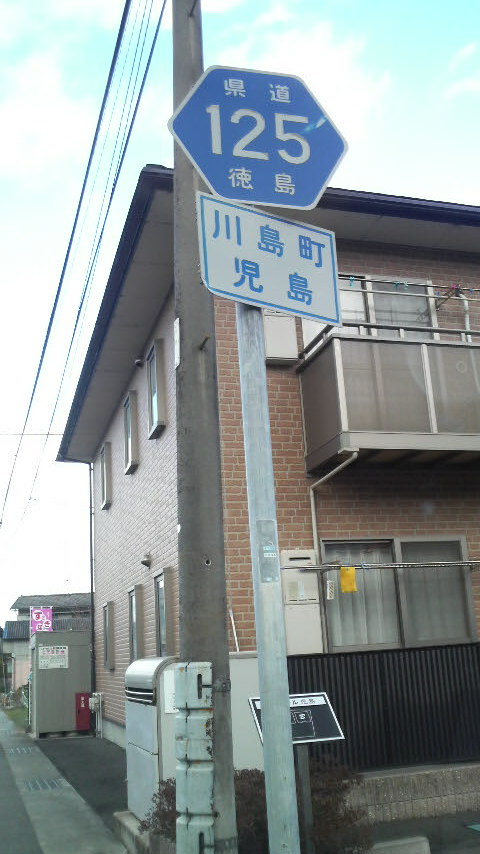
県道標識 吉野川市川島町児島字長池